# Pasterska Przełęcz
Pasterska Przełęcz (ok. 1885 m n.p.m.) – płytka przełęcz w grani Rosochy w słowackich Tatrach Zachodnich. Znajduje się w tej grani pomiędzy Jałowiecką Kopą (1938 m) a Rosochą (1947 m). Stoki spod trawiastej Pasterskiej Przełęczy opadają z jednej strony Baniskowym Żlebem do Doliny Żarskiej, z drugiej Kamiennym Żlebem do doliny Parzychwost, która jest boczną odnogą Doliny Jałowieckiej. Żlebami tymi spływają niewielkie potoczki. Dawniej stoki te były wypasane, w wyniku kilkusetletniego pasterstwa zostały ogołocone z lasu i kosodrzewiny, co spowodowało zsuwanie się z nich ogromnych lawin, zwłaszcza do Doliny Żarskiej. Od czasu zniesienia pasterstwa las i kosodrzewina na stokach znacznie już odnowiły się, nadal jednak żlebami zsuwają się lawiny niszczące las.
Przez Pasterską Przełęcz nie prowadzi żaden szlak turystyczny.